# ザ・リッツ・カールトン・ミレニア・シンガポール
ザ・リッツ・カールトン・ミレニア・シンガポール (The Ritz-Carlton Millenia Singapore) は1996年に開業したシンガポールの最高級ホテルである。高さ129m。

## 特徴
このホテルはシンガポールのマリーナ地区にあり、世界的建築家のケヴィン・ローチにより設計された。広い客室と客室からの眺めの良さが売り物となっている。全ての客室のバスルームが窓に面したビューバスであり、港の夜景を眼下にしながら入浴できるため、某トラベルガイド誌で「最もセクシーなバスルームの1つ」に選ばれた。また、全室ともシャワーとバスタブが独立している。
パッケージツアーやホテルクーポンで利用される客室の面積は約51平方メートルである。ベッドは寝転んだ状態でも外の景色が見えるように、普通のベッドより高くなっている。
608室。

## 設備
- チフリー・ラウンジ (Chihuly Lounge)　ハイティー
- グリーンハウス (Greenhouse)　西洋料理
- スナッパーズ (Snappers)　シーフード料理
- 夏苑 (Summer Pavillion)　広東料理
- スパ
- プール　屋外に1か所

など